# Air Arabia
Pour les articles homonymes, voir ABY et Air (homonymie).
Air Arabia (code AITA : G9, code OACI : ABY) est une compagnie aérienne à bas prix émiratie, basée à Charjah.
Air Arabia est le premier et plus grand transporteur à bas prix du Moyen-Orient et de l’Afrique du Nord. Elle opère deux filiales étrangères, Air Arabia Maroc fondée en 2009 et basée à Casablanca, et Air Arabia Egypt fondée en 2010 et basée à Alexandrie (une autre au Népal a disparu en moins d’un an, et une autre en Jordanie ne s’est pas concrétisée). 
La compagnie dessert plus de 155 destinations à travers le Monde arabe et l’Europe. Elle a transporté 80 millions de passagers à ce jour .

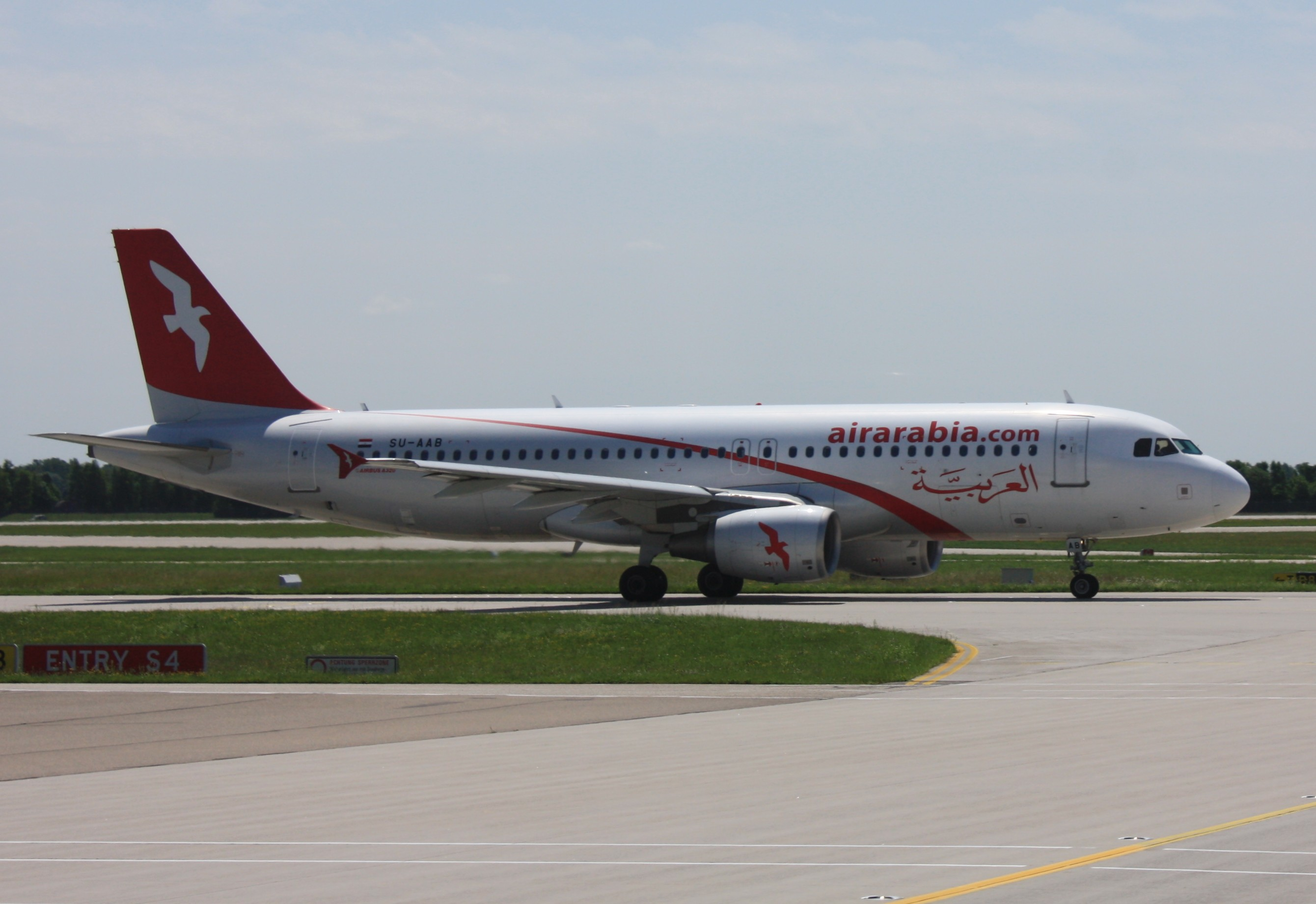
Airbus A320 d'Air Arabia

## Histoire
Air Arabia est créée le 3 février 2003, établie à part entière sur décret du sultan bin Mohammed al-Qasimi, émir de Charjah et membre du conseil suprême des Émirats arabes unis. La compagnie aérienne se lance à coups de publicités incarnant des personnages dont le style graphique ressemble au dessin-animé satirique South Park.
Air Arabia débute avec le vol Charjah-Bahreïn. La compagnie dispose alors de 2 avions et d'une subvention de 13 millions USD du gouvernement de Charjah. 6 mois plus tard, les villes de Khartoum et Assiout sont ajoutées aux destinations desservies.  En janvier 2004, Air Arabia lance la vente de produits hors taxes à bord de ses avions grâce à un partenariat avec Dufry.
En 2005, Air Arabia communique un bénéfice de 8,8 millions USD.
Au printemps 2006, la compagnie communique 2 millions de passagers. Un accroissement du tourisme dans l'émirat de Charjah a été attribué à l'existence d'Air Arabia. En 2006, la compagnie aérienne ne possède que cinq avions, et en loue un 6e.
En mars 2007, alors qu'elle lance des vols vers Karachi et Peshawar, Air Arabia ouvre 55 % de son capital au public. Le ministère des finances des Émirats arabes unis acquiert 5 % du capital. Le fonds d'investissement Abraaj Capital (en) acquiert également une partie du capital de la compagnie aérienne. 700 millions USD ont été récoltés lors de cette OPA, ce qui lui permet en novembre de la même année de lancer l'achat de 50 avions, disposant d'un budget de 3,95 milliards USD afin de renforcer sa flotte alors limitée à 9 Airbus A320.

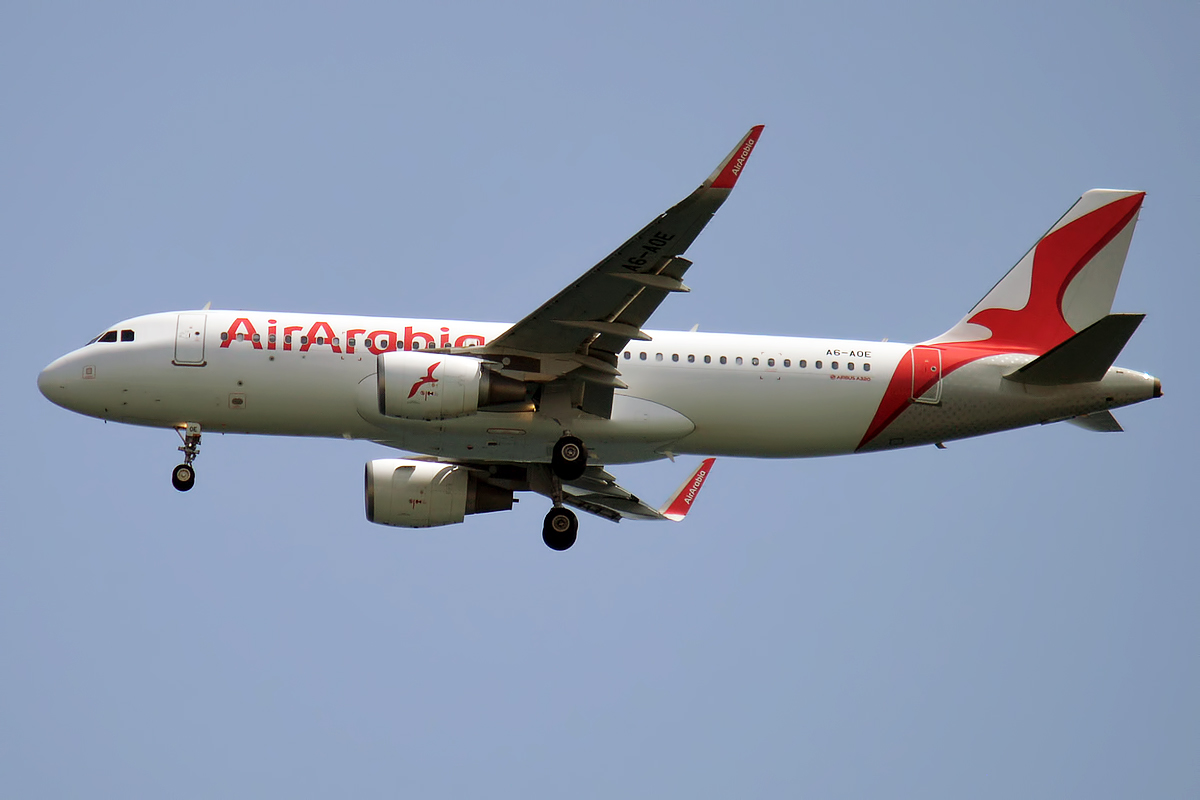
Un Airbus A320-214 d'Air Arabia, (A6-AOE) avec la livrée actuelle

En octobre 2007, Air Arabia lance la ligne Charjah-Coimbatore.
En novembre 2007, Air Arabia annonce son intention d'installer un hub à Rabat pour desservir les capitales africaines, menaçant ainsi le monopole d'Air France dans la région.
En 2003,  le Sheikh Abdullah Bin Mohammed Al Thani est nommé président d'Air Arabia alors que Adel Abdullah Ali est pour sa part nommé CEO.
En 2015, lors du Oman Airports Award ( OAMC) au sultanat d'Oman, Air Arabia remporte des prix dans deux catégories. Le premier pour son pourcentage de croissance important au cours de l'année 2014, et le second pour le nombre total de passagers transportés en 2014 par la compagnie vers Oman.
En 2016, Air Arabia annonce que son bénéfice net pour l'année 2016 est 509 million de Dh. Un résultat 4 % inférieur à 2015 ou son bénéfice avait été de 531 million de Dh.
La compagnie aérienne a transporté plus de 8,4 millions de passagers en 2016, soit une augmentation de 12 % par rapport à l'année précédente.Tandis que le taux moyen d'occupation des sièges - les passagers transportés en pourcentage des sièges disponibles - en 2016 était de 79 %.
Air Arabia est classé troisième parmi les 50 premières compagnies aériennes dans le monde en 2016 le journal Airfinance Journal.

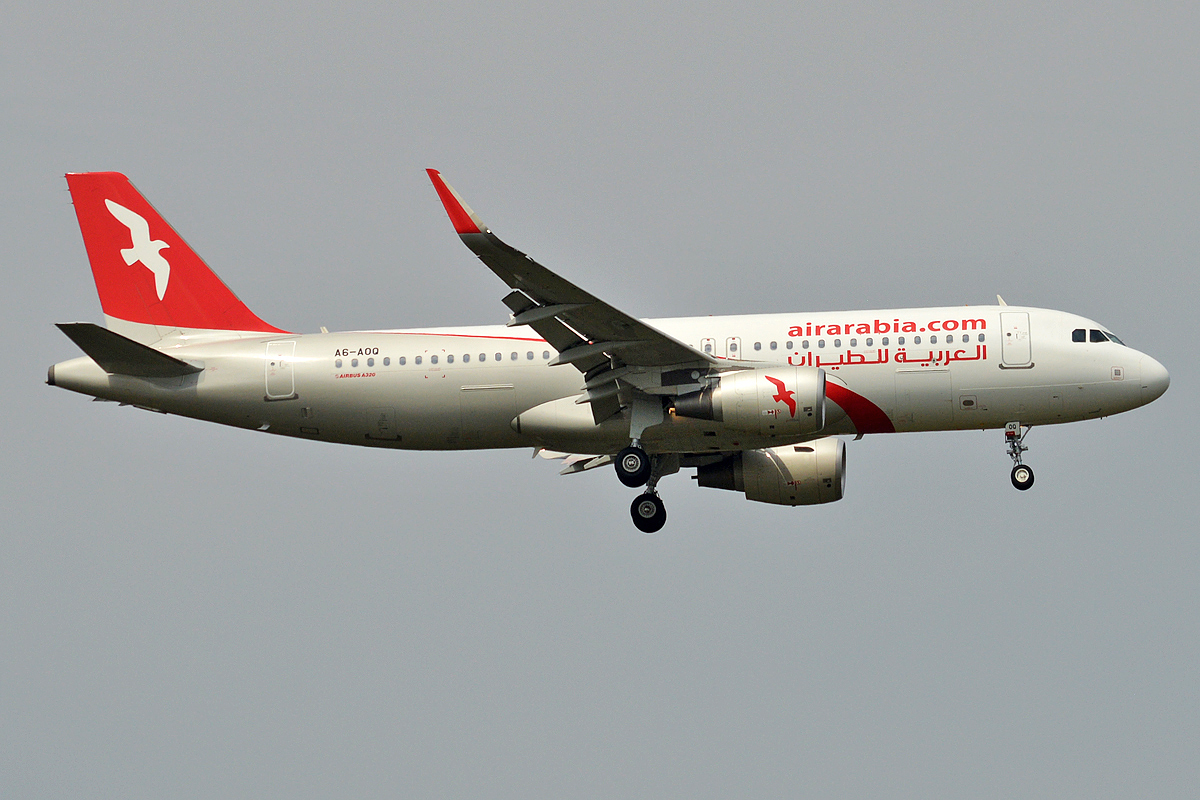
Airbus A320-214 d'Air Arabia, immatriculé A6-AOQ

La compagnie remporte le prix 2016 de la meilleure compagnie aérienne à bas cout dans le Moyen-Orient lors de la cérémonie Business Traveller Moyen-Orient tenue de Dubaï.

## Flotte
Air Arabia opère avec des avions de type Airbus A320 et A321LR, configurés pour accueillir 162 ou 168 passagers en une classe. Elle a passé commande de 44 appareils lors du Salon de Dubaï en 2007, le dernier devant être livré en 2016. Le 30 janvier 2013, Airbus lui livre son premier A320 équipé de sharklets.
La flotte de la compagnie est composée de la manière suivante (décembre 2020) :